# Legestuens Sangbog
Legestuens Sangbog er en sangbog, udgivet af Danmarks Radio  i 1974 med sange fra Legestue  og andet børnefjernsyn,  herunder tv-julekalendere.

## Sange
| Sang                             | Tekst                       | Musik              | Sammenhæng          |
| -------------------------------- | --------------------------- | ------------------ | ------------------- |
| "Andreas sang"                   | Gunvor Bjerre               | Povl Kjøller       | Kaj og Andrea       |
| "Albert, Albert"                 | Per Nielsen                 | Per Nielsen        |                     |
| "Bevægelses-sang"                | Wivi Leth                   | Anders Hauch       |                     |
| "Blæsten kan man ikke få at se   | Asger Pedersen              | Asger Pedersen     |                     |
| "Det er et værre vejr idag"      | Halfdan Rasmussen           | Grethe Agatz       |                     |
| "Dilledumdej"                    | Kjeld Iversen               | Benny E. Andersen  |                     |
| "Dyrenes godnatsang"             | Asger Pedersen              | Asger Pedersen     |                     |
| "Døre"                           | Povl Kjøller                | Povl Kjøller       |                     |
| "Edderkoppens vise"              | Asger Pedersen              | Asger Pedersen     |                     |
| "En troldmand laved' tryllesaft" | Kjeld Iversen               | Benny E. Andersen  |                     |
| "Fastelavnsvise"                 | Per Nielsen                 | Povl Kjøller       |                     |
| "Futte futte futtog"             | Halfdan Rasmussen           | Tage Mortensen     |                     |
| "Gynge en gang"                  | Charlotte Blay              | Povl Kjøller       |                     |
| "Hej med dig"                    | Kjeld Iversen               | Benny E. Andersen  |                     |
| "Helt alene på en strand"        | Kjeld Iversen               | Benny E. Andersen  |                     |
| "Her har vi friske appelsiner"   | Per Nielsen (tv-instruktør) | Povl Kjøller       |                     |
| "I aften er det juleaften"       | Gunvor Bjerre               | Povl Kjøller       |                     |
| "Ih, jeg ville ønske"            | Asger Pedersen              | Asger Pedersen     |                     |
| "I zoologisk have"               | Benny E. Andersen           | Benny E. Andersen  |                     |
| "Jeg har gået en tur idag"       | Trille                      | Trille             |                     |
| "Kaj's sang"                     | Gunvor Bjerre               | Povl Kjøller       | Kaj og Andrea       |
| "Kalendernissen"                 | Finn Pape                   | Bob Goldenbaum     |                     |
| "Klovneduet"                     | Asger Pedersen              | Asger Pedersen     |                     |
| "Krible-krable land"             | Charlotte Blay              | Povl Kjøller       |                     |
| "Lillebitte"                     | Grethe Agatz                | Grethe Agatz       |                     |
| "Lille negerdukke"               | Halfdan Rasmussen           | Grethe Agatz       |                     |
| "Lillebrors klaversang"          | Bob Goldenbaum              | Bob Goldenbaum     | Ingrid og lillebror |
| "Larvesang"                      | Charlotte Blay              | Povl Kjøller       |                     |
| "Marie, Marie, Marolle"          | Charlotte Blay              | Povl Kjøller       |                     |
| "Min rokketand"                  | Charlotte Blay              | Povl Kjøller       |                     |
| "Nu tegner jeg et hus"           | Minna Winkler               | Asger Pedersen     |                     |
| "Ord"                            | Minna Winkler               | Jørgen Bengård     |                     |
| "Pigen hun har ører"             | Wivi Leth                   | Anders Hauch       |                     |
| "Ser du jorden"                  | Hans Hansen                 | Trille             |                     |
| "Sang om byen"                   | Birgit Kragh                | Birgit Kragh       |                     |
| "Sang om menneskers hverdag"     | Birgit Kragh                | Benny E. Andersen  |                     |
| "Skovsang"                       | Charlotte Blay              | Povl Kjøller       |                     |
| "Tittelutten"                    | Kjeld Iversen               | Benny E. Andersen  |                     |
| "Teaterkarl"                     | Thorkilde Demuth            | Bent Goldenbaum    |                     |
| "Tællesang"                      | Charlotte Blay              | Asger Pedersen     |                     |
| "Vand-sang"                      | Charlotte Blay              | Povl Kjøller       |                     |
| "Ved du hvad?"                   | Kjeld Iversen               | Benny E. Andersen  |                     |
| "Vinterbyøster"                  | Asger Pedersen              | Niels Jørgen Steen | Vinterbyøster       |
| "Vi skal synge sammen"           | Povl Kjøller                | Povl Kjøller       |                     |
| "Æsker"                          | Asger Pedersen              | Asger Pedersen     | Ingrid og lillebror |

| Musik | Spire Denne musikartikel er en spire som bør udbygges. Du er velkommen til at hjælpe Wikipedia ved at udvide den. |